# Директор на водопад
„Директор на водопад“ е песен на българската пънк/уейв група „Ревю“, написана през 1988 година и издадена през 1989 г. в албума „Милена+Ревю“, трета част от компилациите „BG Rock“. Автор на текста на песента е Кирил Манчев, а на музиката – Васил Гюров. Изпълняват Милена Славова и Васил Гюров.
Песента е преиздавана и в албума „РЕВЮ IV.88-V.89“ от 1995 година, както и в „Дъ best +“, състоящ се от избрани песни от старите албуми на Милена и Ревю, изпълнени с нов аранжимент.
Заедно с други песни като „Ала-бала“, „Чичо“, „Ралица“, „Цветя от края на 80-те“, песента „Директор на водопад“ е смятана за една от най-знаковите песни на „Ревю“. През 1988 година песента печели първа награда за „Най-добра рок композиция“.
В свое интервю, текстописецът Кирил Манчев казва за песента:
| „                                  | Относно моя текст на „Директор на водопад“, сега го слушам пак, слушах го и в изпълнение на „Ревю“ от 2005-а и да, текстът е актуален. Аз леко саркастично, хумористично съм отразил манталитета на българина. И този манталитет и сега съществува. Примерно: „със крака сме родени, със краката твориме…“ | “ |
| Интервю на К. Манчев с Е. Братанов | |   |

Същото име носи и документален филм за група „Ревю“, създаден от Студио за телевизионни филми „Екран“ през 1989 година в екип сценарист и режисьор Иван Ковачев, оператор Юри Желев, директор на филма Стоян Алексиев. Филмът разказва историята на групата и съдържа откъси от концерти и задкулисни кадри.